# Neurocordulia
Neurocordulia es un género de odonatos anisópteros de la familia Corduliidae. Se distribuyen por la mitad este de Norteamérica.

## Especies
El género consta de las siguientes especies:
- Neurocordulia alabamensis Hodges in Needham & Westfall, 1955
- Neurocordulia michaeli Brunelle, 2000
- Neurocordulia molesta (Walsh, 1863)
- Neurocordulia obsoleta (Say, 1840)
- Neurocordulia virginiensis Davis, 1927
- Neurocordulia xanthosoma (Williamson, 1908)
- Neurocordulia yamaskanensis (Provancher, 1875)